# Favolaschia dybowskyana
Favolaschia dybowskyana är en svampart som först beskrevs av Rolf Singer, och fick sitt nu gällande namn av Rolf Singer 1974. Favolaschia dybowskyana ingår i släktet Favolaschia och familjen Mycenaceae.   Inga underarter finns listade i Catalogue of Life.